# SFB Big Band
Die SFB Big Band war eine deutsche Bigband des Sender Freies Berlin (SFB), die von Paul Kuhn geleitet wurde und von 1968 bis 1980 bestand.
Kuhn übernahm 1968 die Leitung des Tanzorchesters des Senders Freies Berlin, das von 1954 bis 1960 unter Leitung von William Greihs (1905–1984) stand, 1960 bis 1962 unter der Leitung von Roland Kovac und dann von Jerry van Rooyen gestanden hatte. Es gab in Berlin nach dem Krieg auch einen Vorläufer, das Radio Berlin Tanzorchester, welches 1950 aufgelöst wurde. Für die Bigband verpflichtete Kuhn internationale Solisten und war über die Grenzen Deutschlands hinaus erfolgreich. Paul Kuhn und die SFB-Big Band bestritten einen großen Teil des musikalischen Unterhaltungsprogramms im SFB-Hörfunk und -Fernsehen; außerdem trat die Bigband bei zahllosen SFB-Gastspielen im In- und Ausland auf. In der Band spielten namhafte Jazzmusiker wie Benny Bailey, Kurt Bong, Bobby Burgess, Eugen Cicero, Roman Dyląg, Rolf Ericson, Remy Filipovitch, Herb Geller, Slide Hampton, Joe Harris, Heinz von Hermann,  Carmell Jones, Torolf Mølgaard, Walter Norris, André Paquinet, Milo Pavlović, Åke Persson, Al Porcino,  Hans Rettenbacher, Rolf Römer, Ron Simmonds, Ronnie Stephenson und Leo Wright. Die Bigband war mit Kuhn an zahlreichen Produktionen mit internationalen Musikern wie Ray Brown, Ray Charles oder Quincy Jones beteiligt und veröffentlichte auch eine Reihe von Alben, wie Tanz mit Paul Kuhn oder Pauls Pianoparty. 1976 trat der Schauspieler Jerry Lewis im Casino von Montreux in einer Bühnenshow mit der SFB Big Band auf. Im Dezember 1980 löste der SFB die Bigband aus finanziellen Gründen auf.

## Diskographische Hinweise
- Festival Orphee d'Or / Paul Kuhn & SFB-Big Band with Soloists (Balkanton) mit Donna Hightower & Joy Fleming
- Paul Kuhn & das SFB-Tanzorchester: Happy Berlin (HörZu, 1972)
- Paul Kuhn und die SFB Big Band: The Big Hits of the Big Bands (Columbia/ EMI Electrola, 1972)
- Paul Kuhn and the SFB Big Band: Berlin Big Band (Studio 2 Stereo, 1972)
- Paul Kuhn & SFB Big Band: Tanzmusik heute: Boogie & Blues (EMI, 1973, mit Wolfgang Schlüter)
- Paul Kuhn and the SFB Big Band: Pop a la Swing (Sounds of Yesterday - Hits of Today) (EMI, 1975)
- Paul Kuhn and the SFB Big Band: The Big Band Beatles (EMI, 1977)